# Emily Seebohm
Emily Jane Seebohm (Adelaide, 5 giugno 1992) è una nuotatrice australiana.

## Biografia
Il padre John Seebohm è stato un giocatore di football australiano con oltre 300 presente nella South Australian National Football League. La madre Karen è stata giocatrice di netball e allenatrice di nuoto. Il cugino Shannon Seebohm è stato giocatore di pallacanestro a livello professionistico nell'Australia's National Basketball League ed allenatore nell'Australia's Women's National Basketball League.

## Palmarès
- Giochi olimpici

Pechino 2008: oro nella 4x100m misti.
Londra 2012: oro nella 4x100m sl, argento nei 100m dorso e nella 4x100m misti.
Rio de Janeiro 2016: argento nella 4x100m misti.
Tokyo 2020: oro nella 4x100m misti e bronzo nei 200m dorso.
- Mondiali

Melbourne 2007: oro nella 4x100m misti.
Roma 2009: argento nella 4x100m misti e bronzo nei 100m dorso.
Barcellona 2013: argento nei 100m dorso, nella 4x100m sl e nella 4x100m misti.
Kazan 2015: oro nei 100m dorso, nei 200m dorso e nella 4x100m sl e bronzo nella 4x100m misti.
Budapest 2017: oro nei 200m dorso, argento nella 4x100m sl e bronzo nei 100m dorso e nella 4x100m misti.
- Mondiali in vasca corta

Doha 2014: argento nei 50m dorso, nei 100m dorso, nei 200m dorso e nella 4x100m misti e bronzo nei 100m misti.
Windsor 2016: argento nei 100m misti, bronzo nei 200m dorso e nella 4x100m misti.
Hangzhou 2018: bronzo nei 200m dorso e nella 4x50m sl.
- Campionati panpacifici

Irvine 2010: oro nei 100m dorso e nei 200m misti, argento nei 50m farfalla, nei 100m sl, nella 4x100m sl e nella 4x100m misti.
Gold Coast 2014: oro nei 100m dorso e nella 4x100m misti e argento nei 200m dorso.
Tokyo 2018: oro nella 4x100m sl e nella 4x100m misti, argento nei 100m dorso.
- Giochi del Commonwealth

Delhi 2010: oro nei 100m dorso, nella 4x100m sl e nella 4x100m misti, argento nei 100m sl e nei 200m misti, bronzo nei 50m dorso, nei 200m dorso e nei 50m farfalla.
Glasgow 2014: oro nei 100m dorso e nella 4x100m misti e argento nei 200m dorso.
Gold Coast 2018: oro nei 50m dorso e nella 4x100m misti, argento nei 100m dorso e bronzo nei 200m dorso.

## International Swimming League
| Stagione 2019   | Stagione 2020   | Stagione 2021   |
| --------------- | --------------- | --------------- |
| Energy Standard | Energy Standard | Energy Standard |

## Riconoscimenti
- Pacific Rim Swimmer of the Year: 2015, 2017